# Le Chant de la Tamassee
Le chant de la Tamassee (Saints at the River), publié en 2004, est un roman de l'écrivain américain Ron Rash.

## Résumé
Lors d'un pique-nique d'une famille du Minnesota en congé dans le Comté d'Oconee (Caroline du Sud), une fillette de douze ans va jouer à la Tamassee, rivière qui forme sur plusieurs kilomètres la frontière entre les États de la Caroline du Sud et de la Géorgie. Elle met un bref instant un pied dans chaque État, et la rivière l'emporte.
La photographe Maggie Glenn et le journaliste Allen Hemphill sont désignés par leur journal, The Messenger, de Columbia (Caroline du Sud), pour assister à la réunion publique au foyer communal de la communauté locale. Le père se plaint de l'incapacité des sauveteurs-plongeurs locaux (Randy, Ronny, Joel...) de n'avoir rien pu ou su faire en trois semaines, et propose les services d'un entrepreneur en barrages provisoires. Le militant écologiste Luke Miller, à l'origine du classement de la Tamassee en rivière sauvage, demande le respect de la loi de protection de la rivière contre toute intervention humaine. La tension monte : les montagnards sont traités de culs-terreux... Un bel article et une belle photo permettent une médiatisation et le déplacement d'autorités : l'intervention aura lieu, à "Wolf Cliff Falls", où le corps est pris dans un courant hydraulique (comme le centre de l'univers : c'était comme pénétrer dans l'éternté).
Le jour du barrage, il pleut, en amont...
En parallèle, le drame (ou la tragédie) réveille quelques bons souvenirs (sorties en nature, ni peur ni solitude, mais le sentiment de ne faire qu'un avec un élément d'une beauté transcendantale (p. 180), paysages, canoë, grotte, amours), et quelques traumatismes (accidents, violences...), chez Allen, Luke, Maggie, et les autres.

## Personnages
- Maggie Glenn, 28 ans, célibataire, Université de Clemson, photographe au Messenger depuis neuf ans, grandie dans le comté d'Oconee
  - son frère Ben, agriculteur-bûcheron, ancien grand brûlé, actuellement à l'armée
  - son père, fermier, bûcheron par nécessité, diminué par son cancer et la chimiothérapie, (T'as pas oublié toute ta Bible ?)
  - sa tante Margaret, 82 ans, chanteuse
    - Joel Lusk, 29 ans, son plus jeune fils, de l'équipe de sauveteurs locaux
- Lee Gervais, rédacteur en chef au Messenger, de famille riche, avec trop de gins-tonic
- Thomas Hudson, propriétaire du Messenger aux bas salaires
- Hill, Allen Hemphill, 39 ans, veuf, journaliste, grand reporter (Prix Pulitzer, Belfast, Cambodge, Kosowo, Rwanda), cheveux bruns, yeux bleu foncé
  - Claire Pritchard-Hemphill et leur fille, décédées sur route un jour de très forte pluie
- Herb Kowalsky, père de la jeune Ruth, non nageur
  - Ellen Kowalsky, mère de Ruth, bonne nageuse, ayant essayé de sauver sa fille
- Billy, William Watson III, patron d'un bazar-station-service (après Lou Henson), ami ancien de Maggie et Luke (les trois mousquetaires), et Wanda
- Luke Miller, (étranger au comté et à la région), photographe indépendant, écologiste, et Carolyn
  - et son groupe de rafteurs et d'écologistes (anciennement les rats d'eau)
- Mama Tilson, café-restaurant, et son fils Ely
- Pasteur Tilson
- Earl Wilkinson
- Harley Winchester, la cinquantaine, œils droit mort depuis dix ans, fermier-bûcheron
- Walter Philipps, de Louisiane, nouveau garde forestier en chef régional
  - Myra Burnell, secrétaire de Philipps et de son prédécesseur Will McDowell
- Peter Brennon, 50 ans, constructeur de barrages amovibles, venant de l'Illinois
- Tony Bryan, 40 ans, promoteur-constructeur du quartier résidentiel de Laurel Mist
- Randell Alexander, aveugle, chanteur, guitariste, et son fils Jeff au banjo
- les fils Moseley, faux jumeaux, sauveteurs-plongeurs locaux : Randy et Ronny, leurs épouses, leurs enfants
- Daniel Luckadoo, Directeur (lointain) du Service des Forêts

## Accueil
Les lecteurs francophones apprécient ce roman noir, le bain révélateur dans la rivière de la discorde : l’éventail des réflexions intimes, les tensions sociales, les progrès psychologiques avant et après l’arbitrage de la justice, et surtout cette rivière à la fois immuable et imprévisible, presque mythologique,
,
,
,
.
"Le chant de la Tamassee" s'inspire directement de la mort d'une adolescente de 17 ans sur la Chattooga river en 1999.

## Adaptation cinématographique